# Eruga straussi
Eruga straussi är en stekelart som beskrevs av Ian D. Gauld 1991. Eruga straussi ingår i släktet Eruga och familjen brokparasitsteklar. Inga underarter finns listade i Catalogue of Life.